# 銀光麗脂鯉
銀光麗脂鯉為輻鰭魚綱脂鯉目脂鯉亞目脂鯉科的其中一個種，為熱帶淡水魚，分布於中美洲尼加拉瓜湖流域，體長可達5.4公分，棲息在湖泊開放水域，以浮游生物為食，生活習性不明。

## 扩展阅读
維基物種上的相關：銀光麗脂鯉